# یهودیان کوهستان

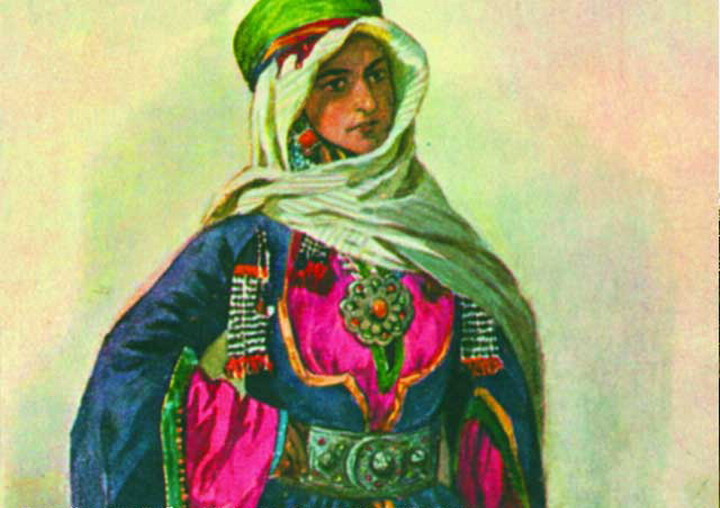
یک زن یهودی کوهستان؛ نقاشی در سال‌های نخستین قرن بیستم میلادی

یهودیان کوهستان یا تات‌های یهودی (به عبری: יהודים קווקזים) که یهودیان قفقاز هم نامیده می‌شوند، یک گروه مردمی ایرانی‌تبار در کشور جمهوری آذربایجان هستند که پیش از قرن پنجم میلادی به این کشور وارد شده‌اند. همچنین با نام‌های «داغ جوودی» یا «جوهوری» نیز خوانده می‌شوند از یهودیان قفقاز باختری هستند که بیشتر در جمهوری آذربایجان و داغستان زندگی می‌کند. عده‌ای نیز در چچنستان، اسراییل، آمریکا و روسیه به سر می‌برند. یهودیان قفقاز از لحاظ زبانی به تات‌های قفقاز نزدیک بوده و به گویشی از فارسی سخن می‌گویند.
تاریخ این مردمان به حدود ۲٬۰۰۰ سال پیش بازمی‌گردد و گفته می‌شود که آن‌ها از نسل قبایل مفقوده‌ای هستند که پس از ویران شدن نخستین معبد سرزمین مقدس (فلسطین) در سال ۵۸۷ پیش از میلاد ترک کرده بودند.
نیای مشترک این مردم در قسمت شمال غربی ایران و جنوب آذربایجان ساکن شدند و با حفظ هویت یهودی خود، در تعامل با مسلمانان تات‌زبان، زبانی پدیدار گشت که به زبان یهودی-تاتی مشهور است. عده‌ای از یهودیان ایران به دهکده‌های کوهستانی دریای سیاه و دریای خزر نقل مکان کردند و در پایان قرن نوزدهم و آغاز قرن بیستم، یهودیان کوهستانی، به کشاورزی و باغبانی مشغول شده و در دهکده‌ها و اجتماعات کوچک و مجزایی زندگی می‌کردند.
پریولنو دهکده‌ای کوچک در بخش شمالی کوه‌های تالش است که محل زندگی دو اجتماع کوچک از یهودیان کوهستان جریم یا جریم زدک است.
یهودیان قفقاز از دید زبان و برخی دیگر شناسه‌ها از جامعهٔ فارسی‌زبانان هستند. برخی از این مردم در ایران، افغانستان و آسیای میانه (یهودیان بخارا) زندگی می‌کنند. «کوهی» نامیده شدن یهودیان آسیای میانه، تنها در سدهٔ ۱۹، پس از اینکه همهٔ مردم قفقاز در دفترهای سازمانی روسیه نام «کوهی» (داغلی) گرفتند، صورت پذیرفت. یهودیان کوهی خود را «یِودی Yeudi» (یهودی) یا «جوهوری Juhuri» می‌نامند. در سال ۱۸۸۸، آ.ش. آنیسیمف (A. Sh. Anisimov) در نوشته‌ای با نام «یهودیان قفقازی-کوه نشینان Caucasian Jews-Mountaineers» با نشان دادن نزدیکی زبانهای یهودیان کوهنشین و پارسیان قفقازی (تات‌ها) به این پیامد رسید که این یهودیان به‌طور سرشتی از «خانوادهٔ ایرانیان تات» هستند که در ایران یهودیت را پذیرفته و سپس به قفقاز جنوبی کوچیده‌اند. باورهای آنیسیمف در دورهٔ شوروی پشتیبانی گردید: انگارهٔ منشأ تاتی یهودیان قفقاز در دهه ۳۰ میلادی نضج گرفت. با کوشش چند تن از اعضای این جامعه، ایدهٔ نایهودی بودن آن مردم و «یهودی شدن» آن‌ها به گونهٔ گسترده‌ای پخش شد و به علت فشار کارگزاران دولتی، بخشی از یهودیان، دفترینه کردن خود را تحت هویت و عنوان «تات» آغازیدند. در نتیجهٔ این وضعیت، «تات» و «یهودی کوهی» هم‌معنی گردیدند و در پژوهشهای ادبی، واژهٔ «تات» نه تنها ندانسته برای نام دوم، بلکه حتی برای نامگذاری اولِ یهودیان قفقاز هم بکار رفت. در دورهٔ شوروی، این موضوع بستری را فراهم نمود تا همهٔ میراث و آفرینشهای (ادبی، نمایشی و موسیقی) یهودیان کوهی به تات‌ها بربسته شود؛ در حالی که آن‌ها هیچ نقطهٔ مشترکی با آن میراث نداشتند. افزون بر این، مقایسهٔ شناسه‌های زیست-مردم شناسی (physico-anthropological) تات‌ها و یهودیان کوهی همراه با داده‌های زبانشناسی، هیچ نشانه‌ای را از یگانگی قومی این دو تیره استوار نمی‌سازد.
ساختار دستور زبان گویش یهودی قفقازی (جوهوری) کهن‌تر از خود زبان تاتی است. این باعث آشکار شدن یک گاف ارتباطی می‌شود. بطور کلی شناسهٔ تمام زبان‌های یهودی، داشتن پایه‌ای باستانی است: مثلاً در زبان سفاردی (زبان لادینو در اسپانیا)، در زبان اشکنازی (آلمانی ییدیش) و سایرین. درعین اینکه این زبان‌ها در گروه زبان‌هایی که جز عبری قرار دارند، می‌باشند، ولی پر از واژه‌های عبری باستان هستند. یعنی با چرخش به سمت زبان فارسی، یهودیان، سطحی از واژه‌های زبان آرامی و عبری باستان را در گویش خود نگاه داشته‌اند. این موضوع واژه‌هایی را که پیوندی با آیین یهودیت نیز ندارد، دربرمیگیرد. (zoft «ازدو»، nokumi «رشک»، ghuf «بدن»، keton «کتان» و جز آن) برخی کلمات مرکب در زبان جوهوری ساختار گونه‌وار زبان باستان عبری را داراست. زیست-مردم‌شناسی پارسیان قفقاز (تات‌ها) و یهودیان کوهی هیچ همانندی گونه‌واری ندارد، بلکه کمابیش دربرابر هم هستند.
در سال ۱۹۱۳ میلادی، انسان‌شناس ک.م. کوردف (K.M. Kurdov) سنجش‌هایی را بر روی گروه بزرگی از جمعیت تات‌های لاهیج انجام داد و ناهمسانی بنیادی (میانگین دیشَن جمجمه (cephalic index) برابر با ۷۹/۲۱) را در گونهٔ زیست-مردم شناختی آن‌ها در مقایسه با یهودیان قفقاز آشکار کرد. اندازه‌گیری‌های دیگری نیز توسط سایر پژوهشگران انجام شده‌است. میانگین دیشن جمجمه در تات‌های جمهوری آذربایجان از ۷۷/۱۳ تا ۷۹/۲۱ و برای یهودیان داغستان از ۸۶/۱ تا ۸۷/۴۳ تغییر می‌کند. اندازه‌گیریهای دیگر نیز نشان داده‌است که در تات‌ها میانه‌سری و بلندسری، ولی در یهودیان منطقه کوتاه‌سری/پهن‌سریِ بالا، گونه‌وار است و بنابراین هیچ بوده‌ای دال بر پیوند این دو تیره وجود ندارد. افزون بر آن، شناسهٔ اثر و برآمدگی‌های انگشتان (دانش Dermatoglyphics) در مورد برجستگی‌های کف دست و پا نیز انگارهٔ همانندی قومی تات‌ها و یهودیان کوهی را برنمی‌تابد.
پیداست که گویشوران یهودی و زبان تاتی نمایندگان دو تیرهٔ متفاوت هستند که هر یک؛ دین، آگاهی قومی، خود شناسانندگی، روش زندگی و ارزش‌های تنی و روانی خویش را دارند.